# Prepona demophoon
Prepona demophoon är en fjärilsart som beskrevs av Jacob Hübner 1814. Prepona demophoon ingår i släktet Prepona och familjen praktfjärilar. Inga underarter finns listade i Catalogue of Life.